# بينيديكت كوكوت
بينيديكت كوكوت (بالبولندية: Benedykt Kocot) مواليد 11 أبريل 1954 في بولندا، هو دراج بولندي. شارك في دورة الألعاب الأولمبية الصيفية وفاز بميدالية أولمبية.

## الميداليات
| الميدالية | المسابقة                       |
| --------- | ------------------------------ |
| برونزية   | الألعاب الأولمبية الصيفية 1972 |

## روابط خارجية
- بينيديكت كوكوت على موقع أرشيف الدراجات (الإنجليزية)
- بينيديكت كوكوت على موقع أوليمبيديا (الإنجليزية)
- بينيديكت كوكوت على موقع اللجنة الأولمبية البولندية (مؤرشف) (البولندية)